# Jules Braunschvig
Jules Braunschvig, né le 21 juin 1908 à Sainte-Marie-aux-Mines, dans le Haut-Rhin, et mort le 19 octobre 1993 à Jérusalem (Israël), est un industriel français.
Il a dirigé l’Alliance israélite universelle au lendemain de la Seconde Guerre mondiale de 1946 à 1976, et en a été le président honoraire de 1985 à son décès.

## Biographie
Son père, Georges Braunschvig (chevalier de la Légion d'honneur et conseiller du commerce extérieur), est né à Lyon en 1870, et mort à Paris, en 1928. Sa mère, Laure Simon, est originaire de Sainte-Marie-aux-Mines, où elle est née en 1877. Elle meurt à La Baule en 1916. C’est sa tante Fanny Braunschvig qui assume le rôle maternel.
Jules Braunschvig fait des études au Lycée Janson-de-Sailly, où il se lie avec des camarades qui le marqueront fortement, notamment Jacques Bingen, futur martyr de la France libre, Jacques Lindon, qui sera plus tard l’un des présidents de la Cour de cassation, et Guillaume Guindey, futur haut fonctionnaire de la Quatrième République. Il continue à la Faculté de droit de Paris et à l'École libre des sciences politiques (Sciences Po).
À la mort de leur père en 1928, Jules Braunschvig et son frère aîné Paul assument la responsabilité des entreprises familiales au Maroc, créées en 1888 à Tanger par leur grand-père, Benjamin Braunschvig.
Sous-lieutenant d’intendance sur le front de Lorraine, il participe à la Campagne de France en 1939-1940. Son courage pendant la débâcle de mai 1940 lui vaut une citation, mais il est fait prisonnier de guerre en Allemagne, jusqu’en 1945.
Libéré en 1945, il consacre son énergie à l’Alliance israélite universelle, dont il devient le président en 1976. Il est également membre du conseil d'administration de la Jewish Claims Conference au début des années 1950 ; il en est l'un des deux membres européens avec le britannique Barnett Janner.
Il se marie en 1947 avec Gladys Tolédano, issue d’une vieille famille de Tanger installée depuis une génération aux États-Unis. Ils ont trois enfants : Daniel, ingénieur et homme d’affaires, qui vit à Jérusalem et préside actuellement Kyach, la délégation de l’Alliance en Israël ; Myriam, philosophe et artiste, et David, avocat, qui vivent tous deux aux États-Unis.
Jules Braunschvig est, entre autres, président du conseil d’administration de l’École normale israélite orientale (ENIO), et travaille en étroite collaboration avec son directeur, le philosophe Emmanuel Levinas, qui lui dédie ses Quatre lectures talmudiques (1968).
Il fonde avec Marcus Cohn en 1973 à Jérusalem l’Institut Kerem, destiné à former des enseignants dans l’esprit d’une rencontre entre la tradition juive et l’humanisme.
Jules Braunschvig prend sa retraite en 1985 et il s’installe à Jérusalem, où il meurt le 19 octobre 1993.

## Alliance israélite universelle
Jules Braunschvig a été vice-président de Alliance israélite universelle de 1946 à 1976, puis président de 1976 à 1985. Il y a joué un rôle essentiel, notamment grâce à ses réseaux au Maghreb. Il en devient le président honoraire de 1985 jusqu’à son décès en 1993.

## Distinctions
- Chevalier de la Légion d’honneur en 1951, officier en 1966, commandeur en 1984.
- Docteur honoris causa du Jewish Theological Seminary de New York en 1978.
- Prix Yakir Yeroushalayim (Citoyen d'’honneur de Jérusalem) en mai 1988.